# Thesium sonderianum
Thesium sonderianum är en sandelträdsväxtart som beskrevs av Schlechter. Thesium sonderianum ingår i släktet spindelörter, och familjen sandelträdsväxter. Inga underarter finns listade i Catalogue of Life.